# Kosztajnica vára
Kosztajnica vára (horvátul: Stari grad Kostajnica), vár Horvátországban, Hrvatska Kostajnica területén.

## Fekvése
A vár a település közepén, az Una folyó boszniai oldalán mintegy egy hídfőt képezve fekszik.

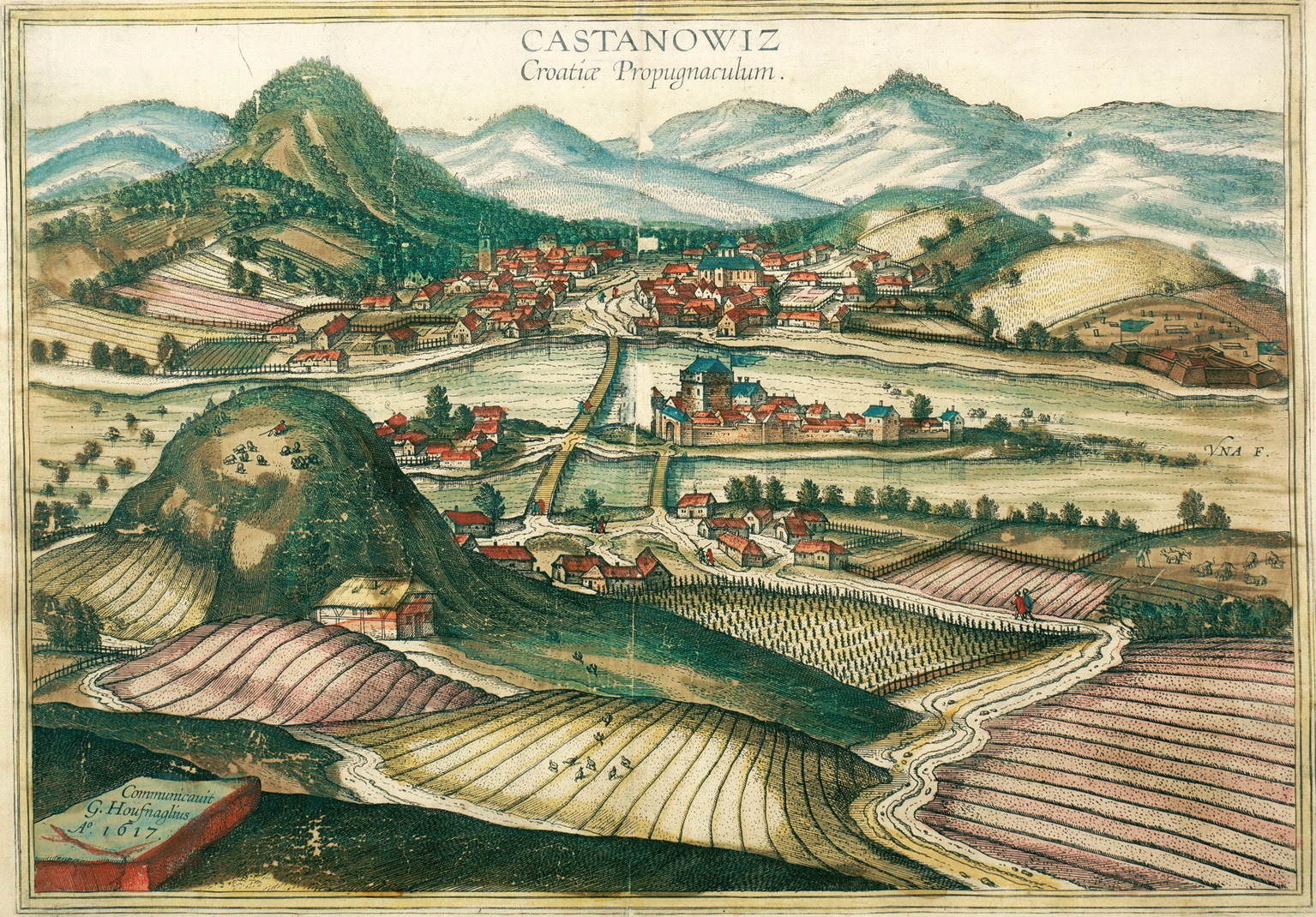
Kosztajnica 1617-ben

## Története
Kosztajnica várát 1420-tól említik. 1424-ben Zsigmond király Blagay Lászlónak és fivérének adta, de ezt Cillei Frigyes bán nem ismerte el, mire bepanaszolták őt a királynál. Később a Lipoveciek birtoka. Lipoveci Ilona házassága révén szomszédvári Tót Lászlóé, majd 1442-ben a második férjé, Frangepán Mártoné és leszármazottaié lett. 1471-ben Frangepán Miklós négyezer aranyért Benvenjuda Ivánnak adta el. 1480-ban Mátyás király kikényszerítette, hogy Benvenjuda lemondjon a várról, de Mátyás halála után újra birtokba lépett. 1492-ben a Benvenjuda fivérek nyolcezer aranyért Egerváry Lászlónak adták el. Kostajnica időközben jelentős településsé vált vásártartási joggal. A vár uradalmához 27 falu tartozott jó jövedelemmel. A 16. század elején, miután a török 1513–ban elfoglalta Dubicát, a király Beriszló Péter püspöknek adta Kosztajnicát, amely így egyházi birtok lett. 1530-ban Tahi János vránai perjel 13 ezer aranyért Zrínyi III. Miklósnak adta el. Az ő halála után Zrínyi IV. Miklós birtoka lett. 1539 májusában a Ferdinánd-párti Zrínyi Kosztajnica várában ölte meg az árulóvá váló Hans Katzianert, korábbi királyi főhadparancsnokot és fogadott testvérét. Az 1530-as évek ünnepelt osztrák hadvezére ugyanis az 1537-ben elvesztett eszéki (Gorjan) csata után átállt Szapolyai János oldalára, és félő volt, hogy egész Horvátországot és Szlavóniát elszakítja a Habsburgoktól.

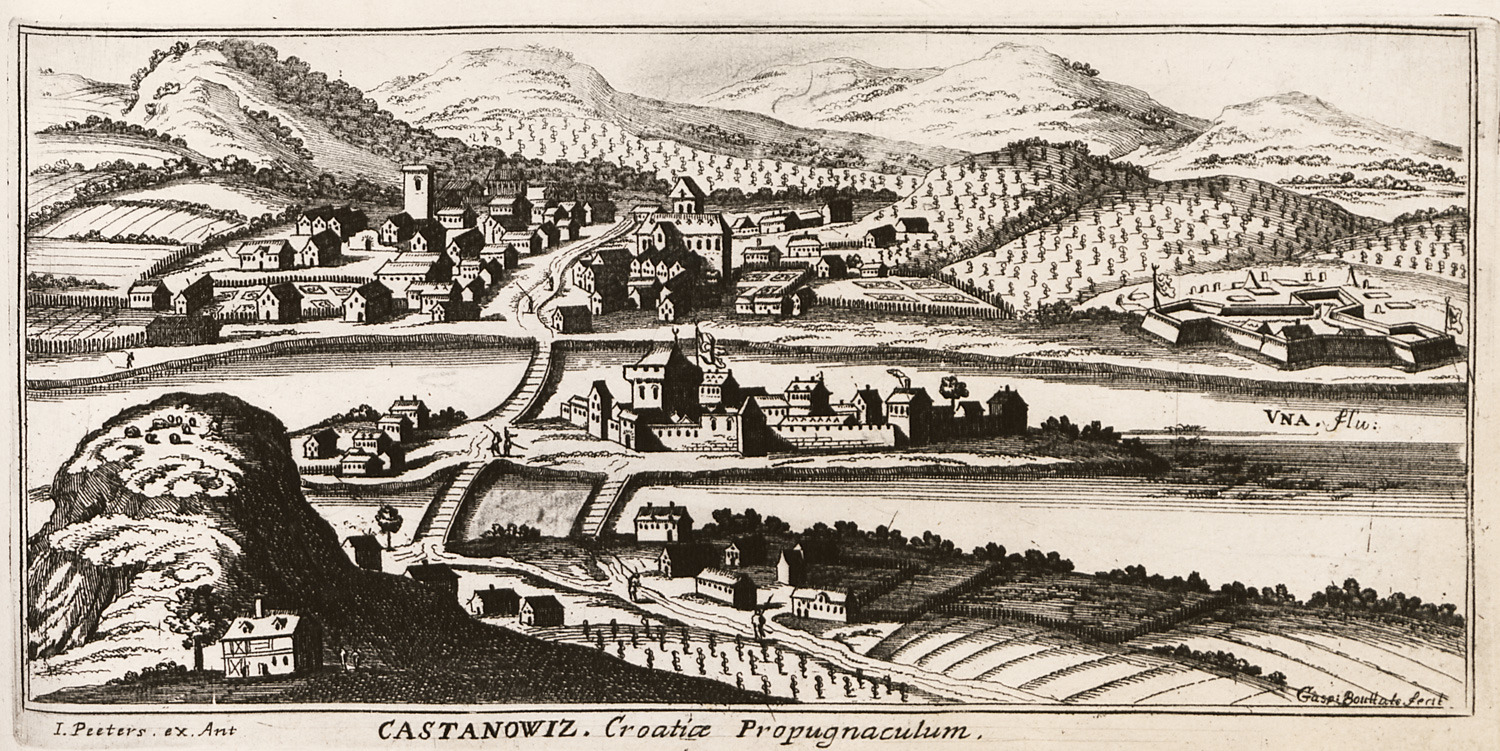
Kosztajnica egy 1686-os metszeten

1542-ben a király Zrínyit nevezte ki horvát bánná, aki 1544-ben és 1545-ben súlyos harcokat vívott a törökkel az Unamentén. 1553-ban megerősítette Kosztajnica és Novi várait, melyek védelmére a királytól katonaságot kért. A két vár védelmét a király Erdődy Péterre bízta. 1556-ban Zrínyi muraközi és magyarországi birtokainak védelmével volt elfoglalva. Ezalatt Malkocs bég boszniai pasa ostrom alá vette Kosztajnica várát, melyet mindössze 60 főnyi katonaság élén Lusthaler várkapitány védett, aki a kilátástalan helyzetben július 23-án átadta a várat a töröknek. A török 400 lovasból és 250 gyalogosból álló erős őrséget hagyott Kosztajnica várában. A horvát erők többször is (különösen az 1593 és 1606 közötti határmenti harcokban) megpróbálták visszafoglalni Kosztajnicát, de nem jártak sikerrel. Az Una szigetén álló várat 1594-ben Lenkovics György generális, majd 1596-ban Sigismund Herberstein generális és Draskovics János bán is sikertelenül támadta. 1624-ben Zrínyi V. Györgynek rövid időre sikerült visszafoglalni, de 1630-ban már ismét török kézen volt. A törökellenes felszabadító harcok keretében Erdődy Miklós horvát bán 1685-ben adta ki a parancsot a töröknek az Una folyóig történő visszaszorítására. Ennek során foglalták vissza a várat a császári erők. A török 1688 augusztusában heves támadást intézett a visszafoglalására, de a vár közelében fekvő mezőn vívott csatában súlyos vereséget szenvedett az Erdődy Miklós és Bádeni Lajos vezette keresztény hadaktól. A kialakult erőviszonyokat az 1699-es karlócai béke szentesítette, ezzel a határ végleg az Una folyóhoz került vissza. 1703-ban Lipót császár az egész Una és Kulpa közötti térséget a bán katonai parancsnoksága alá rendelte, ezzel létrejött a Báni végvidék (horvátul Banija, vagy Banovina). A sérült várat ezután kijavították és közvetlenül a török határ mellett határvárként szolgált.

## A vár mai állapota
Kostajnica vára az Una jobb partján áll. A vár egykor az Una szigetén volt, de a sziget mára megszűnt, mivel a vártól délre a folyómeder időközben feltöltődött. A belső vár falai ma is teljes magasságban állnak. Fennmaradt két tornya és a déli félköríves bástya.